# Cherwell
Cherwell – rzeka w Wielkiej Brytanii, w Anglii. Ma 64 km długości. Wypływa w miejscowości Hellidon w hrabstwie Northamptonshire. Płynie w kierunku południowym przez hrabstwo Oxfordshire i uchodzi do Tamizy w Oksfordzie